# 保康县
保康县是中国湖北省襄阳市所辖的一个县，位于湖北省西北部，东临南漳县，北接谷城县，西连房县、神农架，南邻远安、宜昌、兴山县。总面积为3225平方公里，常住总人口約23万人。

## 历史
保康始建于1498年，迄今已有500多年的历史。建县前，春秋战国时期属楚，楚先民熊绎曾辟业于荆山；西周时期,楚子熊绎曾在保康龙坪镇起义；秦汉时期，县域南部属临沮县辖，东北部为荆州南郡房陵县辖； 三国魏置示（祁）乡县；西晋置沮阳县；北魏置潼阳县，西魏先后置大洪县和重阳县；北周改大洪县为永清县；唐朝相继设受阳、 荆山、土门、归义县；宋开宝元年（公元968年）废县入房陵。明弘治十一年（1498年），鉴于房县辖境辽阔，难以施治，始析房县东境宜阳、修文二里置保康县，县治潭头坪（今城关镇）。保康得名，据清同治丙寅年《保康县志新纂》载：“邑归属房，宋雍熙三年置保康军（军，宋朝区划名，与州府同级），邑名始此。”亦暗寓“保康人民安居康乐”之意。
明清时期隶属郧阳府， 民国初期属襄阳道尹公署，后又于1932年、1935年分别改属第八、第五行政督察专员公署。1948年10月，成立保康县爱国民主政府，并另划保康的百峰，兴山的榛子树岭，南漳的重阳、马良、店垭，宜昌的黄柏河等地成立南保兴宜县爱国民主政府。1949年4月，南保兴宜县撤销，南漳的重阳、马良、店垭划归保康，保康隶属襄阳地区专署。1983年8月，襄阳地区合并，建立市带县体制，保康属襄阳市辖。

## 人口
根据保康县第七次全国人口普查结果，现将2020年11月1日零时，人口基本情况公布如下：全县常住人口为22.36万人。
2015年，全县总人口為25.3万人。

## 行政区划
保康县下辖10个镇、1个乡：
城关镇、黄堡镇、后坪镇、龙坪镇、店垭镇、马良镇、歇马镇、马桥镇、寺坪镇、过渡湾镇和两峪乡。

## 交通
- 346国道过境。

## 特产

### 野生腊梅
俗称古桩腊梅。保康县地处荆山主脉，野生腊梅资源丰富，有6万多亩，100万余株，五百年以上的古蔸有万余株，有黄色、红心、蜡质、黄白、纯白五种。茨滩沟有一株腊梅乔木树龄110年，胸径27.5厘米，高13.5米。1987年6月5日，中國政府在保康正式建立全国第一个，也是世界第一个野生腊梅自然保护区。

### 木耳
生产历史悠久。据清康熙三年（1664）《保康县志》记载：“栎木可结木耳，有赤、白、黑三种，白者为世所珍，而产不多。”两峪芭桃园一碑文记载：“道光年间（1821-1850年），已有人工生产黑木耳。”1919年《湖北地理志》记载：“鄂西黑木耳产量占全省95%以上，亦居全国之冠，尤以保康、房县为多。”

### 茶叶
保康县为湖北省最大的有机茶生产县。襄阳市保康县有着悠久的种茶历史，茶园面积达到8.8万亩，其中1万亩有机茶园曾连续四年通过欧盟IMO国际有机食品认证机构认证，

### 核桃
保康县是一个全山区县，其中山林面积365万亩，适宜种植核桃的面积至少在80万亩以上。核桃在该县已有近千年的种植历史，在上世纪七、八十年代就引种进行过规模种植，全县现存大核桃树18万多株，年产量50万斤以上，是保康的特色产业。　　

### 矿产资源
保康县已探明的矿产有24种，已查明资源储量的矿种12种。金属矿产有铁、锰、钒、铜、铅、锌、多金属、铝土等；非金属矿产有磷、煤、硫铁、方解石、水晶石、重晶石、萤石等。磷矿储量10亿吨，为中国湖北三大磷矿之一，居中国八大磷矿第四位；硫铁矿远景储量1954万吨以上，煤储量219万吨。

## 旅游景点

### 保康温泉
保康温泉又名汤池峡温泉，东依襄阳，西邻神农架，北交武当、十堰，南汇宜昌、长江三峡，境内奇山怪石、流瀑飞泉，素有“腊梅王国”之称。保康温泉距县城16公里。温泉源自地下179米青峰断裂带，日流量2500立方米，水恒温39.5℃。现已建成温泉室内标准游泳馆，游泳池、戏水滑梯、水按摩池等服务设施配套齐全，可接待游客500人。景区内建有供游人游山赏景的祖师顶憩园、祖师殿、观景亭、环山石级和游景回廊等景点及设施。

### 五道峡
五道峡风景区位于保康县城南部，距县城22公里。 峡长7.5公里，总面积1667公顷，其中原始森林1335公顷，是春秋楚国卞和得“和氏璧”玉璞的地方。景区溪流蜿蜓，跌岩起伏，两面青山夹峙，群峰奔涌。富丽堂煌的溶洞，婀娜多姿的飞瀑以及形态各异的怪石，星罗棋布，相互辉映。  
楚城楼大门上有幅字迹古朴遒劲的对联：“崖上寨寨上崖马飞崖上；洞中瀑瀑中洞龙卧洞中”。这是对五道峡奇险雄幽、拙朴野趣的真实写照。

### 官山森林公园
官山森林公园位于保康县城郊约一公里处，交通便利，森林茂密，环境优美，风景宜人，是1992年原国家林业部批准兴建的省级森林公园。在森林公园，住吊脚楼、品特色茶、游原始林、沐“森林浴”，可以尽情享受大自然的绿色和优美的自然风光。
休闲山庄位于保康县城东坡，面积6000余亩，森林覆盖率97.1%。良好的生态环境孕育了92科238属565种木本植物及百余种国家重点保护树种，是湖北乃至华中地区罕见的珍稀植物标本园。官山林海，千年银杏枝繁叶茂，官山楠竹亭亭玉立，苍松翠柏一望无际，平添了一份清幽隽永的雅趣。官山度假村，吊脚草庐建筑风格奇特，设计精巧，环境幽雅，游人可尽情享受田园生活的诗情画意。

### 汤池峡温泉
汤池峡温泉位于保康县城南部，距县城16.5公里。

### 温泉游泳馆
温泉旅游度假区内现建有全省第一座室内标准游泳馆、年产万吨的“得玉泉”矿泉水生产基地、特种水产养殖基地和两个度假村，恢复了与保康温泉一脉相承的汤池观道教场所，集疗养、观光、泳浴、垂钓、朝圣、休闲等多种配套服务为一体，2001年被评为国家AA级旅游区，游人既可以领略登山观光的乐趣，又可以享受戏水去乏的爽意。